# St. Paulus (Grattstadt)
Die evangelisch-lutherische Filialkirche St. Paulus im oberfränkischen Grattstadt, einem Gemeindeteil von Bad Rodach im Landkreis Coburg, stammt aus dem Jahr 1686.

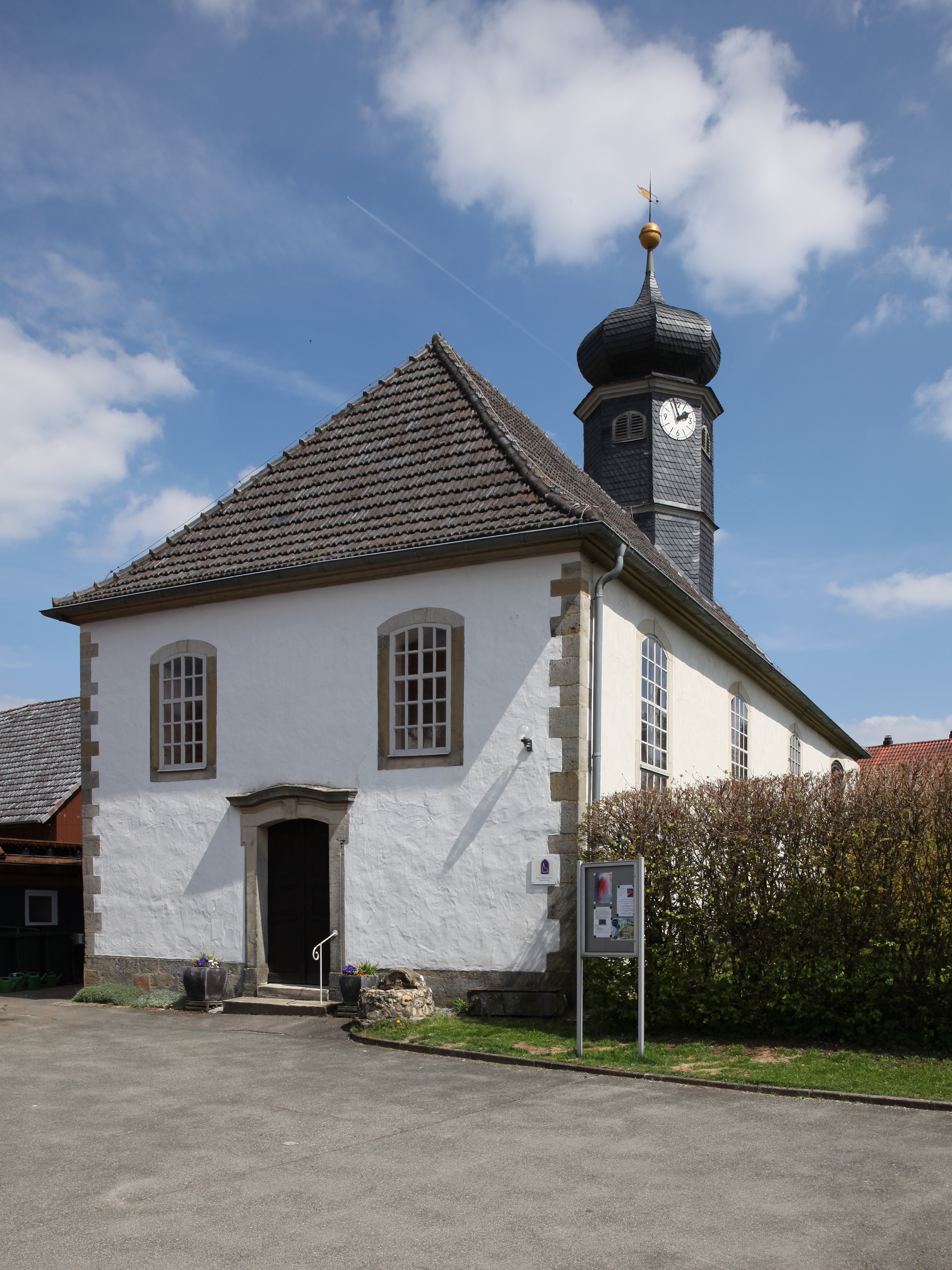
St. Paulus in Grattstadt

## Geschichte
Ein Vikar in Grattstadt ist für das Jahr 1518 belegt. Eine Kapelle, die zur Pfarrkirche in Oettingshausen gehörte, dürfte lange vor diesem Jahr bestanden haben. 1536 wurde die Vikarei Grattstadt der Pfarrei Heldritt unterstellt. Im  Dreißigjährigen Krieg wurde die Kapelle 1632 zerstört. Einen Ersatzneubau errichteten die Grattstadter 1686. 1728 wurde Grattstadt der neu erhobenen Pfarrei Ahlstadt zugeordnet.
Im Jahr 1755 folgte eine aufwändige Instandsetzung der baufälligen Kirche mit dem heutigen Aussehen. Die Rückzahlungen der Gemeinde für die Finanzierung dauerten bis 1815. Bei der nächsten Baumaßnahme im Jahr 1864 erhielt die Nordseite, die bis dahin nur zwei Fenster hatte, zwei zusätzliche. Der Innenraum wurde neu gestrichen und eine Orgel aufgestellt. Weitere Renovierungsarbeiten folgten 1892 und 1926, als der Turm saniert wurde.
1907 wurde die Pfarrei Ahlstadt mit der Pfarrei Großwalbur zusammengelegt, 1923 folgte die Umpfarrung nach Oettingshausen und seit 1977 gehört Grattstadt zu Elsa. Einen neuen Anstrich des Gotteshauses ließ die Kirchengemeinde in den 1950er Jahren ausführen. Zwischen 1980 und 1985 umfassten die Restaurierungsarbeiten unter anderem eine Neugestaltung des Altarraums in rötlichen Farben und einen neuen Anstrich der Emporen und Kirchenbänke.

## Baubeschreibung

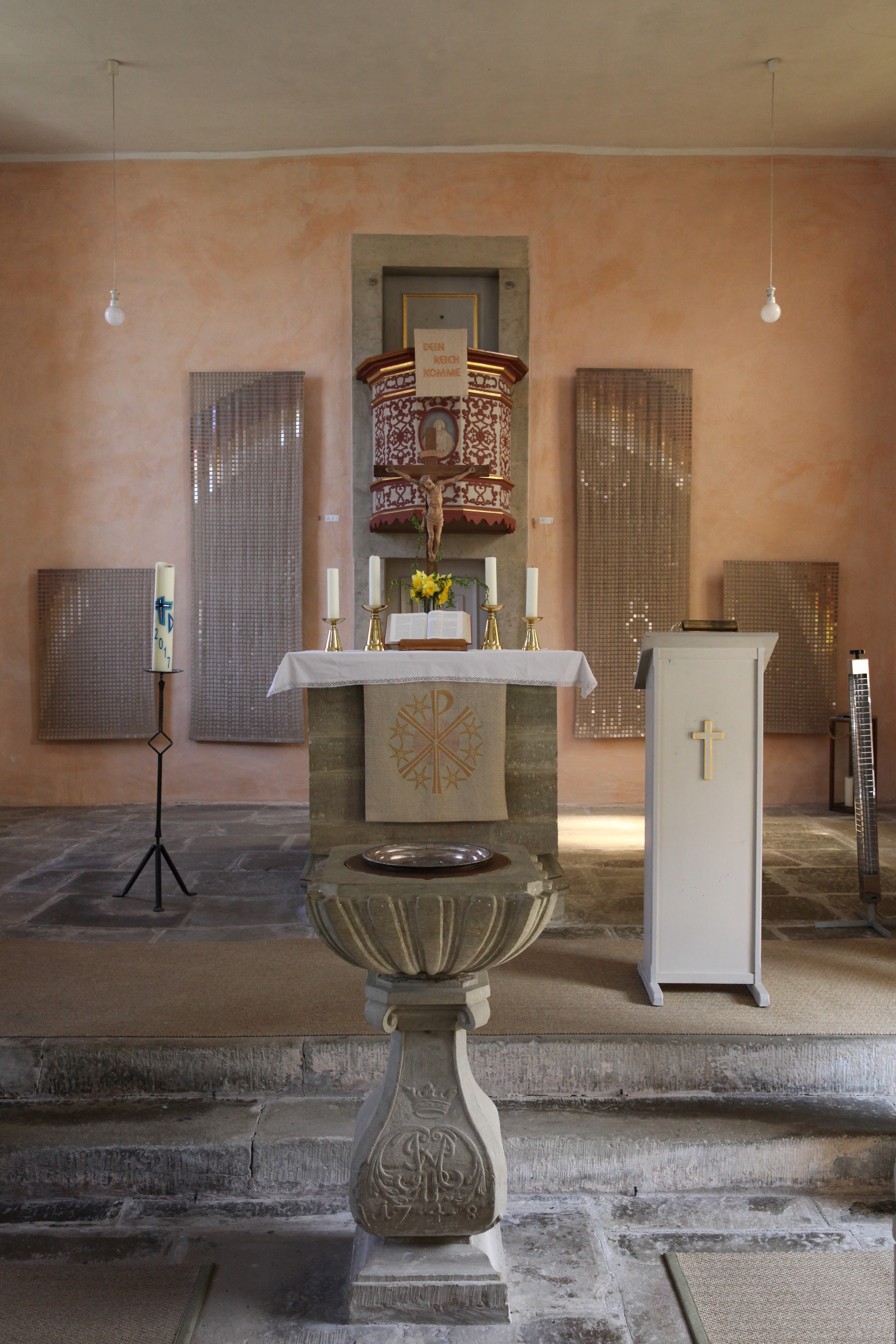
Altar und Kanzel

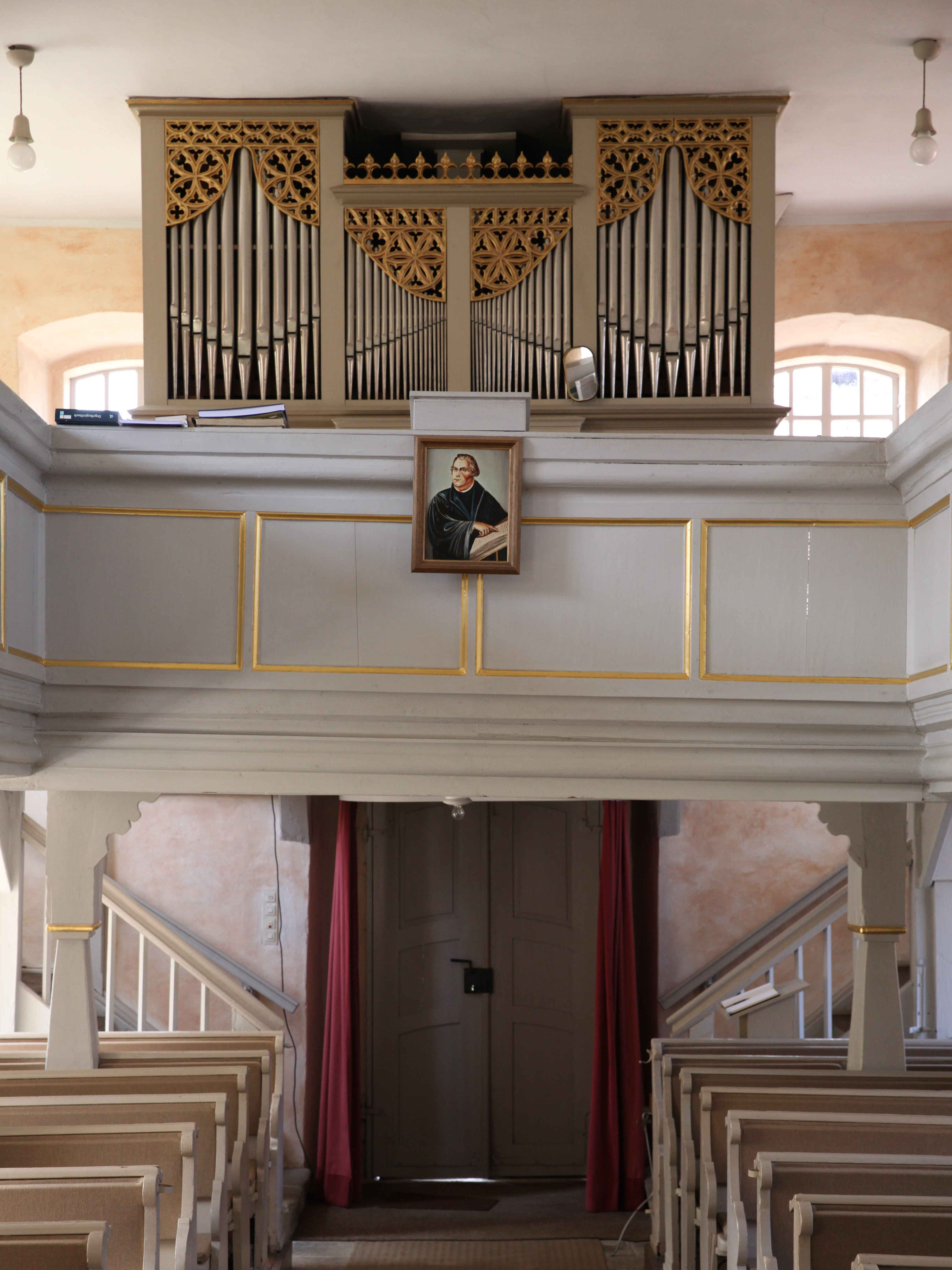
Innenraum

Die kleine Kirche steht mitten im Dorf seitlich der Straße. Sie lag ursprünglich in einem befestigten, ungefähr ovalen Bezirk.
Das Kirchhaus ist 18,1 Meter lang und 6,8 Meter breit. Der Innenraum wird von einer Flachdecke überspannt und hat an drei Seiten eine eingeschossige Empore. In der Nord- und Südseite befinden sich je vier hohe Flachbogenfenster. Die westliche Giebelseite besitzt in der Mitte die flachbogige Eingangstür und seitlich oben je ein kleines Flachbogenfenster. Den Zugang zur im Osten angebauten Sakristei, die 1952 erneuert wurde, bildet eine rechteckige Tür. Die Ostwand des Kirchhauses hat einen profilierten Sockel und trägt südlich, außen oben, die Zahl „1686“. Der östlich auf dem Walmdach angeordnete achtseitige Dachreiter ist verschiefert und hat eine Kuppel.
Die Kanzel in der Ostwand führt über eine Treppe in der Sakristei. Sie stammt wohl aus den 1730er Jahren. Die polygonale hölzerne Brüstung, durch dichtes Bandelwerk verziert, besteht aus den sieben Seiten eines Zehnecks. An der Vorderseite befindet sich ein Reliefbrustbild Martin Luthers. Der Taufstein aus Sandstein trägt die Jahreszahl „1748“ am Schaft.

## Orgel
Im Jahr 1864 erbauten Christoph Hofmann und Söhne aus Neustadt eine Orgel auf der Westempore mit sieben Registern auf einem Manual und Pedal. Eine Restaurierung erfolgte 1980.
Das kastenförmige Orgelgehäuse hat einen dreiteiligen Prospekt mit zwei hohen, rechteckigen Seitenfeldern und einem niedrigeren Mittelfeld aus zwei symmetrischen Teilen. Den ausgesägten Dekor in Bandform aus dornigen Ranken schmücken Fischblasenmuster und Rosetten in neugotischer Manier. Der Unterbau mit dem Spielschrank hat je vier seitliche Registerzüge.

## Glocken
Im Dachreiter hängen zwei Glocken. Die kleine Glocke mit 58 Zentimeter Durchmesser stammt aus dem 14. Jahrhundert. Sie ist reich verziert und trägt in Spiegelschrift die Namen der vier Evangelisten.
Die ursprüngliche zweite Glocke goss 1761 der Coburger Johann Andreas Mayer. Sie hatte einen Durchmesser von 67 Zentimetern und trug das Wappen des Herzogs Franz Josias. Im Ersten Weltkrieg war sie zum Einschmelzen vorgesehen. Um sich das Abdecken des Kirchturmes zu ersparen, wurde sie in der Glockenstube zerschlagen. Als Ersatz erwarb die Gemeinde 1920 eine Eisenglocke mit 300 Kilogramm Masse, die 1995 durch eine Bronzeglocke mit 200 Kilogramm Masse und der Inschrift „Friede auf Erden“ ersetzt wurde.